# 玉江駅
玉江駅（たまええき）は、山口県萩市大字山田字西沖田にある、西日本旅客鉄道（JR西日本）山陰本線の駅である。事務管コードは▲640784。
以前は「さんべ」、「ながと」等の急行も停車していたが、1997年3月22日ダイヤ改正で当該区間を走行する急行が全廃されたため、以降は普通列車のみ停車する。

## 歴史
- 1925年（大正14年）4月3日：鉄道省美禰線（現・山陰本線）長門三隅駅 - 萩駅間延伸時に開設[1]。客貨取扱開始[1]。
- 1933年（昭和8年）2月24日：当駅を含む美禰線一部区間が山陰本線に編入、同線所属駅となる。
- 1963年（昭和38年）2月1日：貨物取扱廃止[1]。
- 1968年（昭和43年）6月1日：業務委託駅化（日本交通観光社受託）[3]。
- 1985年（昭和60年）3月14日：荷物扱い廃止[1]。
- 1987年（昭和62年）4月1日：国鉄分割民営化に伴い、JR西日本の駅となる[1]。
- 2013年（平成25年）7月28日：豪雨災害に伴い線路が被災、一時当駅を含む益田駅 - 長門市駅間が運休（※奈古駅 - 当駅 - 長門市駅間については8月4日に運行再開）。

## 駅構造

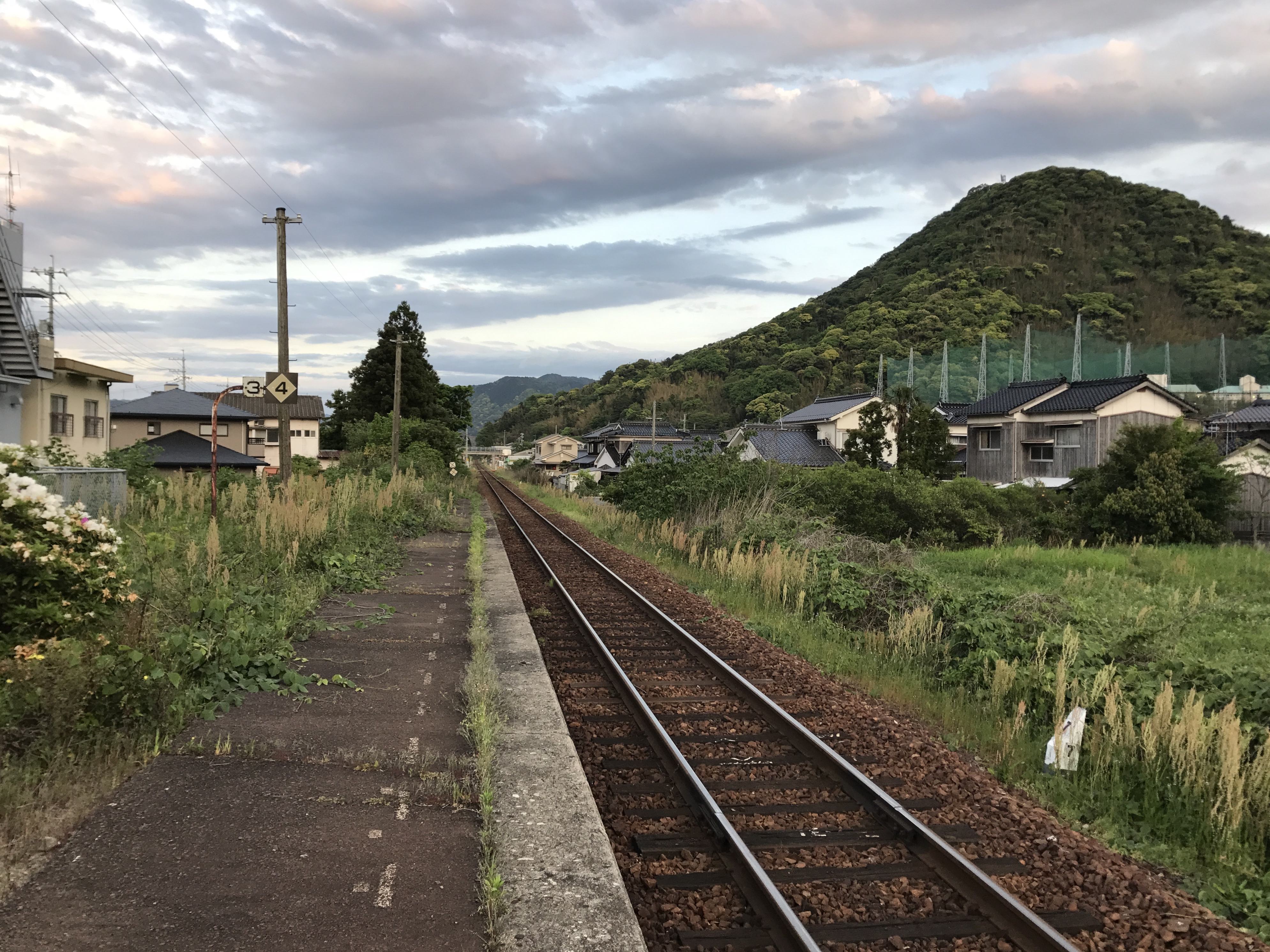
ホーム（2017年5月、萩方面を望む）

長門市方面に向かって右側に単式ホーム1面1線を有する地上駅（停留所）。棒線駅のため、長門市方面行・益田方面行双方が同一ホームを共用する。木造駅舎を備える。
駅舎は現存するものの、長門鉄道部管理の無人駅。乗車券は、駅舎内のキヨスクで購入可能だったが、2007年（平成19年）1月現在キヨスクは閉店している。
自動券売機等は無いため列車内若しくは有人駅での運賃精算となる。
2010年（平成22年）2月25日午後11時35分頃、駅ドアに飲酒運転の車が衝突しドアが破損したが、現在は修理されている。

## 利用状況
近年の1日平均乗車人員の推移は以下の通り。
| 乗車人員推移 | 乗車人員推移 |
| 年度         | 1日平均人数  |
| ------------ | ------------ |
| 1999         | 309          |
| 2000         | 304          |
| 2001         | 312          |
| 2002         | 315          |
| 2003         | 300          |
| 2004         | 285          |
| 2005         | 280          |
| 2006         | 258          |
| 2007         | 247          |
| 2008         | 223          |
| 2009         | 230          |
| 2010         | 219          |
| 2011         | 198          |
| 2012         | 158          |
| 2013         | 152          |
| 2014         | 135          |
| 2015         | 127          |
| 2016         | 119          |
| 2017         | 118          |
| 2018         | 130          |
| 2019         | 147          |
| 2020         | 156          |
| 2021         | 136          |
| 2022         | 151          |

## 駅周辺
萩市中心部より橋本川を隔てて西側に位置する。萩市役所へは東萩駅よりやや遠いが、萩市中心市街地の西北端にある萩城・指月公園・城下町へは当駅が最も近い。
しかし当駅と城下町は1km以上離れており、また当駅から直接城下町へ行く交通機関は運行されていない。萩循環まぁーるバスを利用することができるが、一方向の環状運行であるため、城下町方面から当駅へは3-5分程度で到着できるが、当駅から城下町方面に向かう場合は遠回りとなり55-57分程度と非常に長い時間を要する。
駅前には拠点となる施設が無いため、観光客利用は殆ど無い。但し、萩市内にある高校（萩高校、萩商工高校）へは当駅が最寄となるため、学生利用は多いが、徒歩距離が長い。
- 萩城跡（国指定史跡）
- 萩城城下町（国指定史跡）
- 指月山（国指定天然記念物）
- 旧厚狭毛利家萩屋敷長屋（国指定重要文化財）
- 国指定重要伝統的建築物群保存地区（平安古地区・堀内地区）
- 天樹院（毛利輝元墓所）
- 菊ヶ浜海水浴場
- 萩博物館
- 山口県立萩高等学校
- 萩ユースホステル
- 国道191号
- 山口県道64号萩三隅線

### バス路線
- 萩循環まぁーるバス西回り

## 隣の駅
西日本旅客鉄道（JR西日本）
■山陰本線
萩駅 - 玉江駅 - 三見駅